# Prag limitator de viteză

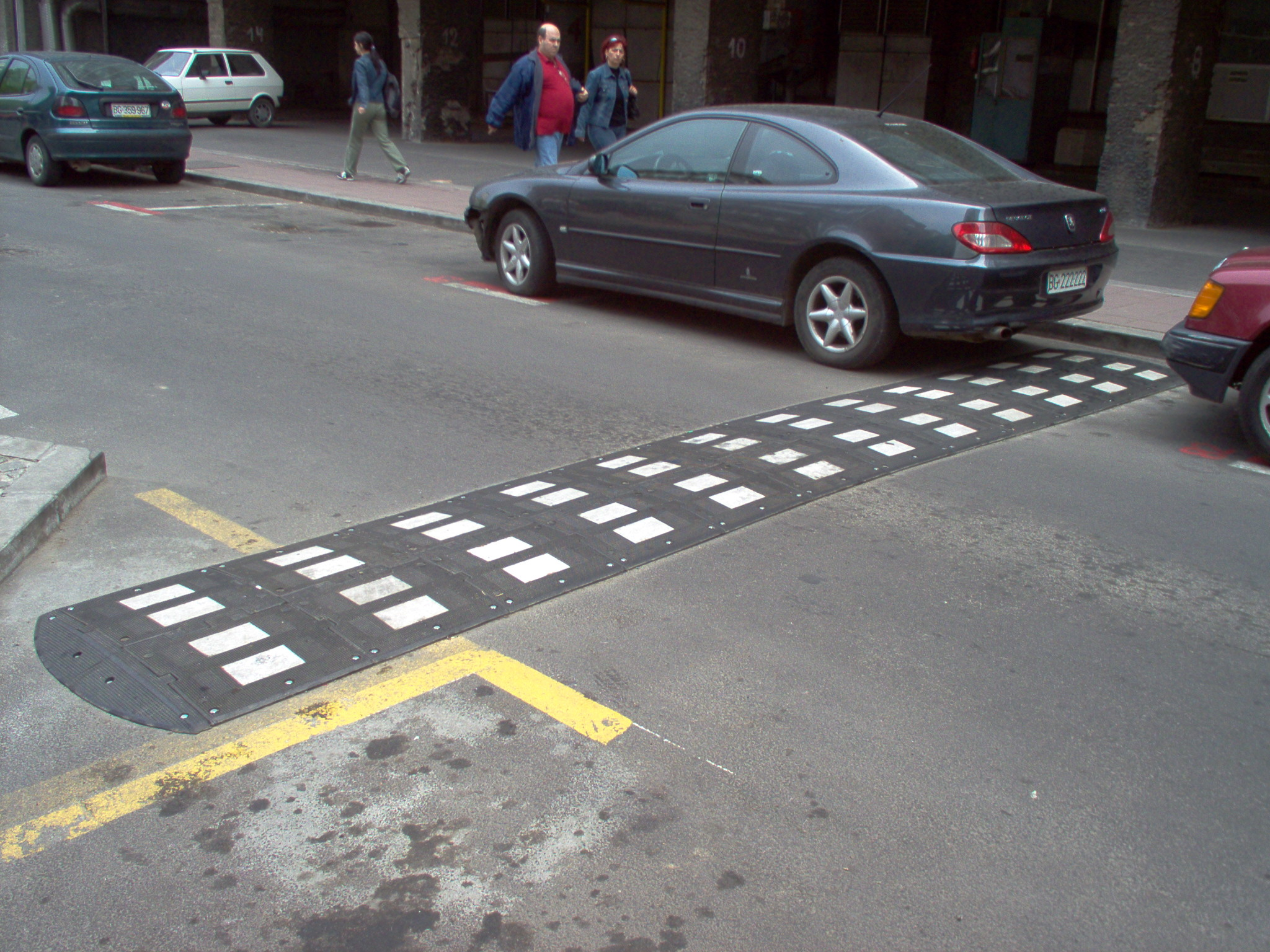
Un prag dintr-o denivelare din cauciuc

Un prag limitator de viteză este o denivelare structurală pe carosabil dispusă transversal față de direcția de mers, care impune o reducere a vitezei și este destinată să contribuie la calmarea traficului.
Pragul limitator de viteză poate fi proiectat fie ca o denivelare ca segment circular, un platou sau o denivelare în formă de pernă sau sub forma unor plăci rotunde bombate. 

## Denumire
Încă de la mijlocul anilor 1970, în Germania s-au făcut experimente pentru reducerea vitezei în zonele citadine locuite, pe baza descoperirilor și experimentelor din Țările de Jos.
De-a lungul timpului, au fost folosiți mai mulți termeni diferiți pentru a descrie reducerile de viteză, în funcție de designul și originea acestora. Astfel, pragurile limitatoare de viteză sunt în adesea numite hopuri de carosabil.

Pernele berlineze (în franceză coussins berlinois), care au fost testate la Berlin în acea vreme, sunt deosebit de populare în Franța. Aceasta se referă la praguri mai mici, limitatoare de viteză pe care camioanele și bicicliștii le pot ocoli sau trece peste ele. Tot în franța sunt folosiți termenii ralentisseur (încetinitor de viteză) și dos-d’âne (spinare de măgar), la fel fiind numite și indicatoarele de avertizare „drum denivelat”  și „denivelare” .
În funcție de originea sau distribuția lor, în Germania de exemplu s-au stabilit pe lăngă  termenii perne berlineze, termenii de perne Moabitane, farfurii de Köln (de la localitățile unde au fostexperimentate) sau dâlme. Această multitudine de termeni poate fi găsită și în alte țări. Expresia „polițist adormit sau culcat” ori „polițist fals” este folosită des în aceste cazuri.
Denivelările pentru limitarea vitezei variază în înălțime de la aproximativ 3 cm la aproape 15 cm și pot varia în lungime de la mai puțin de 30 cm la aproape 3 m, așa cum sunt folosite adesea în Marea Britanie ca trecere de pietoni. Denivelările cu mișcare limitatoare de viteză mai lungi de 3 m sunt adesea numite denivelări anti-viteză și sunt adesea folosite pentru a încetini traficul în cartierele rezidențiale.

## Forme constructive
Denivelările pot fi împărțite în următoarele tipuri:
- prag cu secțiune segment de cerc
- prag platou sau de pernă cu canturile teșite
- farfurii rotunde bombate (aranjament multiplu/decalat)
- benzi rezonatoare (transversal peste drum sau doar de-a lungul drumului)

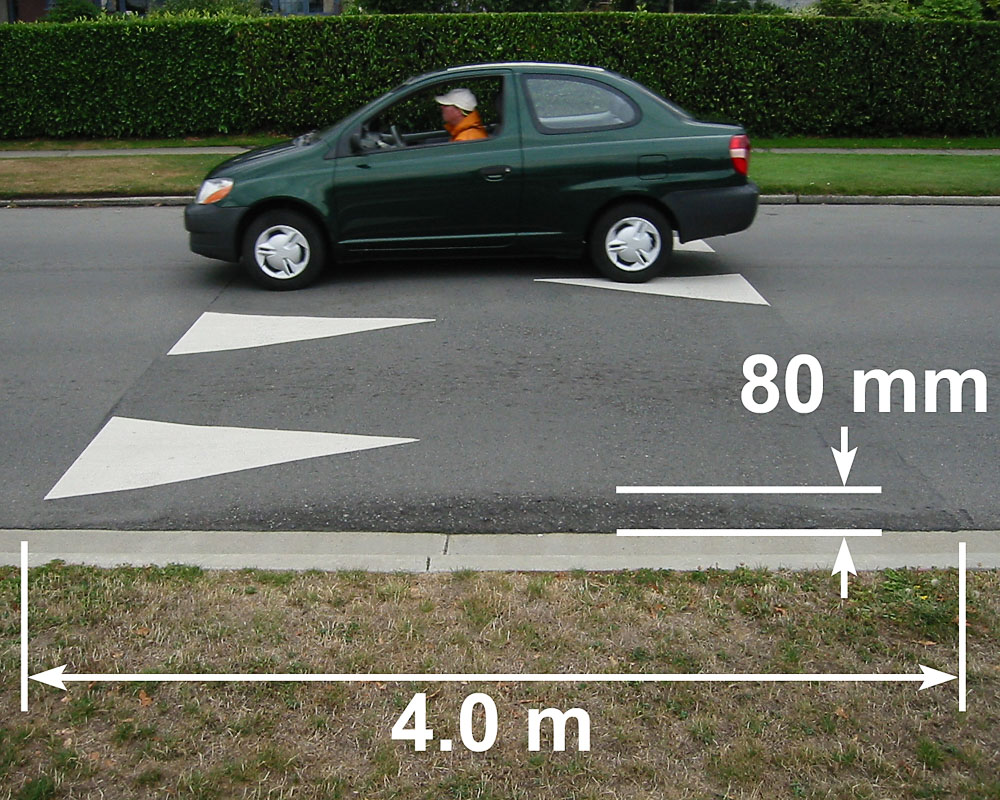
Secțiune segment de cerc
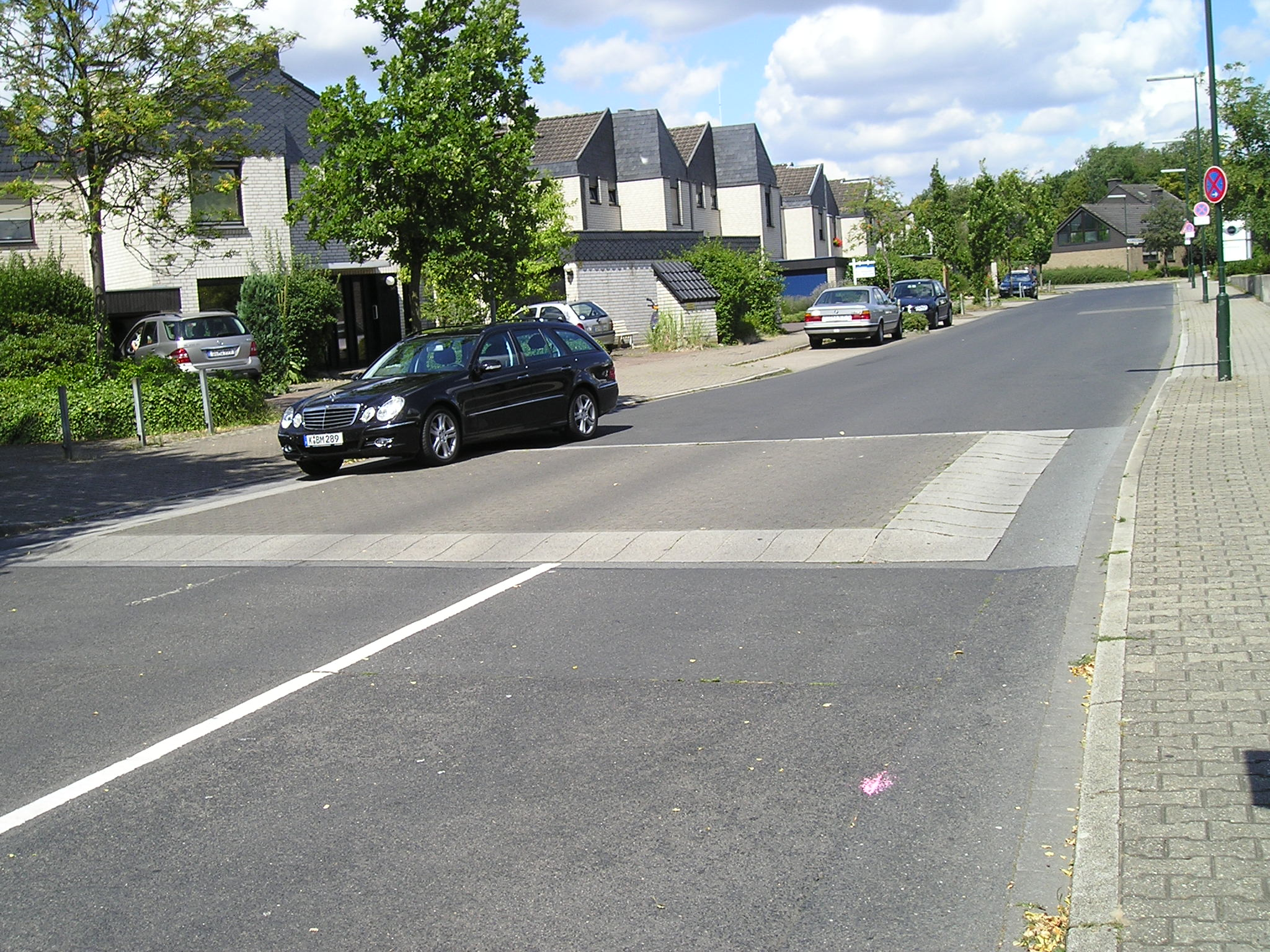
Formă de platou respectiv de pernă cu canturile teșite
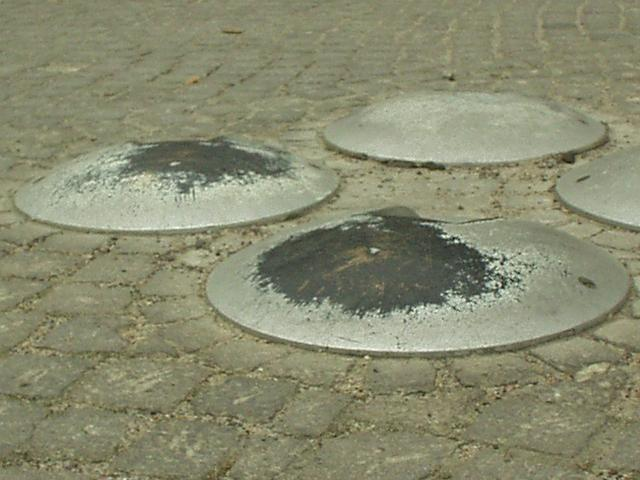
Farfurii rotunde bombate
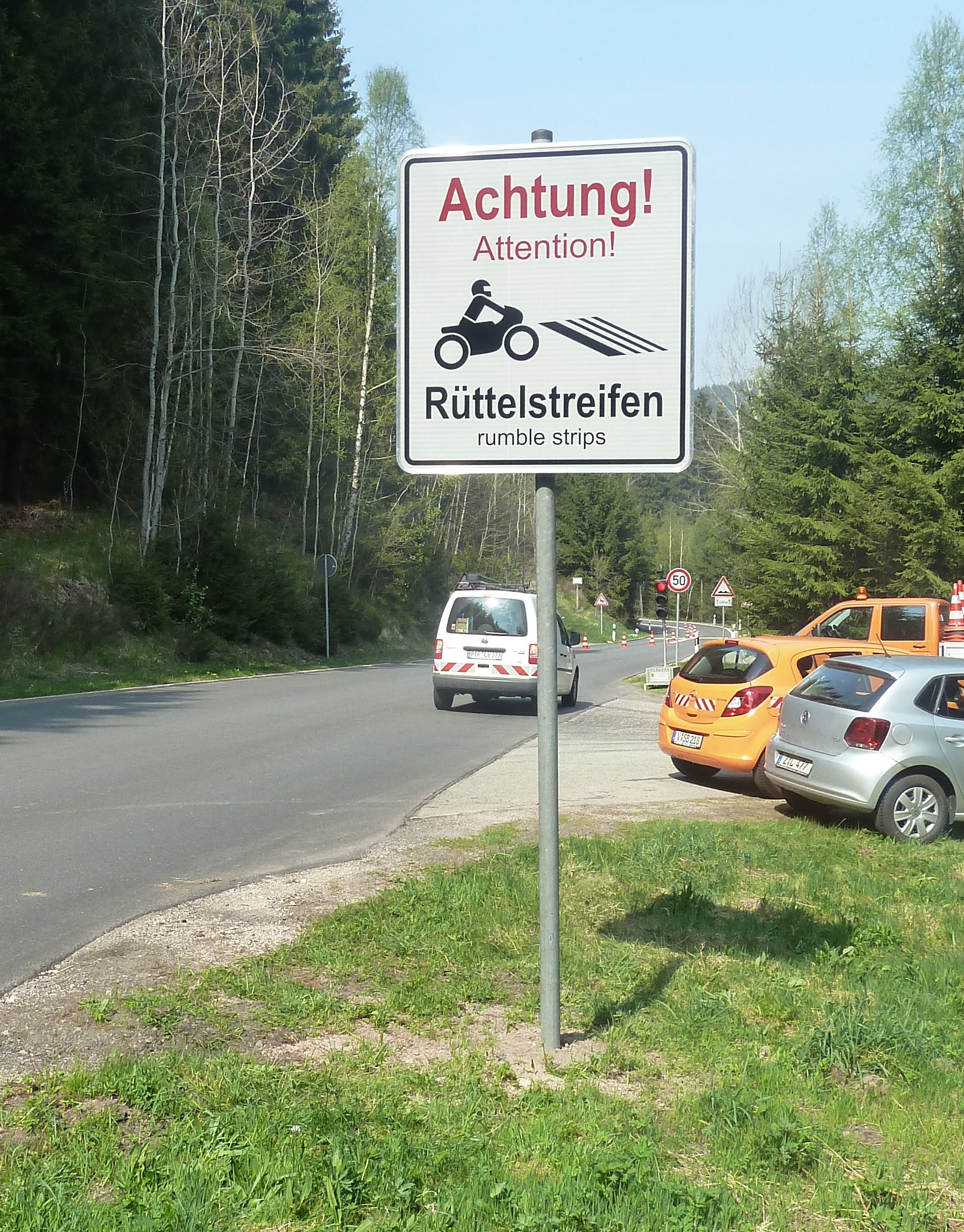
Panou indicator cu benzi rezonatoare paralele

## Pericole
Pentru bicicliști și motocicliști, pragurile de reducere a vitezei prezintă un risc de cădere. În Germania de exemplu, conform Clubului German de cicliști (ADFC), pe carosabil trebuie să existe suficient spațiu pentru ca bicicliștii să treacă pe lângă ele. Acestea nu sunt recomandate de către experții.
Datorită pericolelor care decurg din cauza pragurilor de reducere a vitezei, producătorul lor trerbuie să recomande măsurile de siguranță.
După montarea pragurilor, semnele de circulație prevăzute trebuie să fie prezente atunci când drumul este deschis circulației.